# 신 에반게리온 극장판
《신 에반게리온 극장판:||》(일본어: シン・エヴァンゲリオン劇場版:, 영어: EVANGELION:3.0 +1.0)는 에반게리온 신극장판 시리즈의 네 번째 작품이다. 일본에서 2021년 3월 8일에 개봉했다.

## 줄거리
마야 이부키가 이끄는 빌레 조직의 젊은 승무원들은 파리와 그 방어 시스템을 복구하기 위해 노력한다. 네르프군의 공격을 받자, 분더 함대와 마리 일러스트리어스 마키나미가 에반게리온 8호기를 타고 그들을 방어한다. 마리는 공격자들을 물리치고 빌레는 파리를 복원한다.
아스카 랑그레이 시키나미, 아야나미 레이, 그리고 여전히 낙심한 이카리 신지는 도쿄-3 외곽을 가로질러 생존자들의 정착지에 도착하고, 그곳에서 어른이 된 토지 스즈하라, 히카리 호라키, 겐스케 아이다를 만난다. 토지는 의사이고 히카리와 아이가 있으며, 겐스케는 기술자이다. 신지가 시련에서 천천히 회복하는 동안, 레이는 농부로 일하며 행복을 찾는다. 신지는 미사토 카츠라기와 서드 임팩트를 막다가 사망한 카지 료지의 아들 카지 료지 주니어를 만난다. 생존에 필요한 LCL 액체에 지속적으로 노출되지 않아, 레이는 사라지기 전에 신지에게 작별 인사를 한다.
분더가 아스카와 신지를 데리러 오고, 신지는 격리된다. 한편, 후유츠키 코조는 이카리 겐도가 에반게리온 13호기를 재가동하는 것을 돕는다. 이에 대응하여 분더는 남극으로 향한다. 임무 전에 아스카와 신지는 화해한다. 아스카는 신지에 대한 자신의 감정을 인정하고, 신지는 14년 전 나인스 엔젤로부터 자신을 구하는 데 망설였던 것에 대해 아스카에게 사과한다.
분더는 세 척의 네르프 함선과 에반게리온 유닛 무리에게 공격받는다. 아스카와 마리는 출격하여 에반게리온 13호기가 재활성화되기 전에 파괴하려 한다. 그러나 에반게리온 2호기가 13호기를 공격하기를 거부하자 아스카는 안대를 벗고 그 안에 담겨 있던 나인스 엔젤을 드러내, 에반게리온 2호기를 신지의 에반게리온 1호기처럼 에바-엔젤 혼합체로 변환시킨다. 에반게리온 13호기는 겐도의 계획에 따라 에반게리온 2호기를 압도하고 흡수한다. 흡수되기 직전, 아스카는 자신의 "원조"에 의해 접근당하고, 자신이 시키나미 시리즈의 클론임을 드러낸다. 한편, 분더는 새로운 에반게리온, 9호기 A에게 공격받는다.
분더를 억제하는 네르프 함선에서 미사토와 리츠코 아카기는 겐도와 대치한다. 리츠코는 그를 쏘지만 아무 효과가 없는데, 겐도가 느부갓네살의 열쇠를 사용하여 인간을 초월했기 때문이다. 그는 시키나미와 아야나미 클론의 목적이 제레의 인류 진화를 강제하려는 음모인 인류 보완 계획을 실행하는 것이었음을 밝히고, 에반게리온 13호기에 탑승한다. 신지는 미사토에게 자신을 에반게리온 1호기 조종하게 해달라고 부탁한다. 사쿠라와 키타카미 미도리는 신지가 니어 서드 임팩트의 원인이라고 비난하며 그를 막으려 하지만, 미사토는 그를 보호하다 총에 맞는다. 미사토는 신지의 영웅적인 행동과 그가 용서받아야 한다는 것을 모두에게 상기시킨다. 마리는 에반게리온 8호기를 타고 9호기 A부터 12호기까지와 합체한다. 에반게리온 1호기 안에서 신지는 원래의 레이와 즐겁게 재회하고, 레이는 신지에게 조종권을 넘겨준다.
겐도와 신지는 초현실적인 "안티 유니버스"에서 싸우고, 겐도는 신지에게 "어셔널 임팩트"를 시작하는 데 사용할 "검은 릴리스"를 보여준다. 신지는 유이의 상실이 그에게 어떤 트라우마를 주었는지 등 겐도의 과거 경험들을 들여다본다. 그 결과, 겐도는 유이와 재회할 기회를 얻기 위해 이 "어셔널 임팩트"를 원했던 것이다. 한편, 미사토는 분더의 승무원들을 대피시키고 자신과 배를 희생하여 신지에게 세상을 재작성할 힘을 주는 "가이우스의 창"을 만든다. 신지는 겐도와 대화하며 그에게 종결을 제공한다. 아스카에게는 그녀의 감정을 돌려준다. 나기사 카오루와 함께 그는 이야기의 등장인물들이 갇혀 있는 순환의 존재를 발견한다. 카오루는 부활한 카지와도 대화하며, 카지는 카오루 자신의 행복이 신지의 행복에 묶여서는 안 된다는 것을 이해하도록 돕는다.
신지는 레이에게 작별 인사를 하고, 모두가 에반게리온 없이 정상적인 삶을 살 수 있는 세계, 즉 "네온 제네시스"의 완전한 재설정을 결정한다. 겐도와 유이는 신지가 직접 그렇게 하는 것을 막기 위해 자신들을 희생하며, 니어 서드 임팩트에서 변형된 모든 인간과 동물을 되돌리고 세상을 복원한다. 신지는 마리가 나타날 때까지 해변에서 기다리고, 그 동안 그녀의 에반게리온은 마지막으로 사라진다. 이전 조종사들과 카오루는 모두 나중에 기차역에서 목격되며, 신지와 마리는 현실 세계로 달려간다.